# Tricorythodes comus
Tricorythodes comus är en dagsländeart som beskrevs av Jay R. Traver 1959. Tricorythodes comus ingår i släktet Tricorythodes och familjen Leptohyphidae. Inga underarter finns listade i Catalogue of Life.